# 奧克利夫普蘭泰申 (佛羅里達州)
奧克利夫普蘭泰申（英語：Oakleaf Plantation）是位於美國佛羅里達州克萊縣的一個人口普查指定地區。

## 地理
奧克利夫普蘭泰申的座標為30°10′00″N 81°50′00″W / 30.16667°N 81.83333°W，而該地最高點為海拔高度6米（即20英尺）。

## 人口
根據2010年美國人口普查的數據，奧克利夫普蘭泰申的面積為42.97平方千米，當中陸地面積為42.94平方千米，而水域面積為0.03平方千米。當地共有人口20315人，而人口密度為每平方千米472人。